# Санта-Катарина (Сан-Луис-Потоси)
Санта-Катарина (исп. Santa Catarina) — город и муниципалитет в Мексике, входит в штат Сан-Луис-Потоси. Население — 159 человек.